# Synchlora
Genre
Synchlora est un genre de lépidoptères américains de la famille des Geometridae et de la sous-famille des Geometrinae.

## Liste des espèces
Selon Catalogue of Life (7 novembre 2020) :
- Synchlora aerata Fabricius, 1798
- Synchlora apicata Warren, 1900
- Synchlora astraeoides Warren, 1901
- Synchlora atrapes Druce, 1892
- Synchlora bidentifera Warren, 1901
- Synchlora concinnaria Schaus, 1912
- Synchlora cupedinaria Grote, 1880
- Synchlora decorata Warren, 1901
- Synchlora delicatula Dognin, 1909
- Synchlora dependens Warren, 1904
- Synchlora despictata Prout, 1932
- Synchlora ephippiaria Möschler, 1886
- Synchlora frondaria Guenée, 1857
- Synchlora gerularia Hübner, 1823
- Synchlora herbaria Fabricius, 1794
- Synchlora indecora Prout, 1916
- Synchlora irregularia Barnes & McDunnough, 1918
- Synchlora isolata Warren, 1900
- Synchlora leucoceraria Snellen, 1874
- Synchlora liquoraria Guenée, 1857
- Synchlora magnaria Bastelberger, 1911
- Synchlora merlinaria Schaus, 1940
- Synchlora niveus Butler, 1879
- Synchlora noel Sperry, 1949
- Synchlora pomposa Dognin, 1898
- Synchlora pulchrifimbria Warren, 1907
- Synchlora rufilineata Warren, 1897
- Synchlora superaddita Prout, 1913
- Synchlora suppomposa Prout, 1916
- Synchlora tenuimargo Warren, 1905
- Synchlora venustula Dognin, 1910